# Henryk Walenda
Henryk Walenda, TW „Henryk”, TW „Tadek” (ur. 1930 w Łodzi, zm. 24 listopada 2004) – dziennikarz, redaktor naczelny „Dziennika łódzkiego”, attaché prasowy i II sekretarz ambasady PRL.

## Życiorys
Walenda był m.in. dziennikarzem „Dziennika Łódzkiego” (wydawanego także jako „Dziennik Popularny”). Pełnił funkcję attaché prasowego ambasady PRL w New Delhi w latach 50 XX w. i II sekretarza ambasady PRL w Waszyngtonie w latach 60. XX wieku. Od 1971 był redaktorem naczelnym „Dziennika Łódzkiego”. W stanie wojennym 1982 należał do Zarządu Głównego Stowarzyszenia Dziennikarzy PRL. Był tajnym współpracownikiem Służby Bezpieczeństwa w latach 1959–1962, działał pod pseudonimem „Henryk”. W latach 1962–1970 był objęty rozpracowaniem operacyjnym „Dolan” przez Departament I MSW. W trakcie pobytu w Stanach Zjednoczonych podczas pełnienia funkcji II sekretarza ambasady w latach 1966–1969 był tajnym współpracownikiem SB o pseudonimie „Tadek”.
Pochowany został na cmentarzu rzymskokatolickim na Radogoszczu w Łodzi (N. 9, rz. 9, gr. 33).

## Wyróżnienia
- Honorowa Odznaka Miasta Łodzi (1964)[9]
- Srebrna Odznaka Polskiego Komitetu Pomocy Społecznej (1987)[10]
- nagroda prezesa RSW „Prasa-Książka-Ruch” (1984)[11]
- Nagroda Miasta Łodzi – (1989) nagroda za całokształt działalności publicystycznej i dziennikarskiej[12].